# كأس لبنان 2009–10
كأس لبنان 2009–10 هي النسخة الثامنة والثلاثين من كأس لبنان، أعلى بطولة كأس كرة قدم للأندية في لبنان منذ إنطلاقها في 1933.
بدأت البطولة في 10 تشرين الأول 2009 وإنتهت في 16 أيّار 2010. تنافس فيها 29 فريقًا بينهم نادي العهد بطل نسخة 2008–09، وحقق اللقب الأنصار للمرة الثانية عشرة في تاريخه وتأهل إلى كأس الاتحاد الآسيوي 2011 بعد أن فاز على المبرة في النهائي بنتيجة 2–1.

## دور الستة عشر
يشارك في دور الستة عشر ستة عشر فريق يتأهل منها ثمانية إلى ربع النهائي. لعبت المباريات في 9 و10 كانون الثاني 2010.
| رقم المباراة                                   | الفريق المضيف  | النتيجة | الفريق الضيف          |
| ---------------------------------------------- | -------------- | ------- | --------------------- |
| 1                                              | الأهلي صيدا    | 1 – 1   | الإصلاح البرج الشمالي |
| الإصلاح البرج الشمالي فاز 5 - 3 بضربات الترجيح |                |         |                       |
| 2                                              | الأنصار        | 2 - 0   | طرابلس                |
| 3                                              | الصفاء         | 2 - 2   | المبرة                |
| المبرة فاز 7 - 6 بضربات الترجيح                |                |         |                       |
| 4                                              | شباب الساحل    | 4 - 1   | المودة طرابلس         |
| 5                                              | الحكمة         | 1 - 2   | الإخاء الأهلي عاليه   |
| 6                                              | الشباب الغازية | 1 - 2   | النجمة                |
| 7                                              | العهد          | 8 - 1   | الإجتماعي طرابلس      |
| 8                                              | التضامن صور    | 0 - 0   | الراسينغ بيروت        |
| التضامن صور فاز 4 - 2 بضربات الترجيح           |                |         |                       |

## ربع النهائي
يشارك في ربع النهائي ثمانية فرق يتأهل منها أربعة إلى نصف النهائي. لعبت المباريات 30 و31 كانون الثاني 2010.
| رقم المباراة | الفريق المضيف         | النتيجة | الفريق الضيف |
| ------------ | --------------------- | ------- | ------------ |
| 1            | الإصلاح البرج الشمالي | 0 – 3   | المبرة       |
| 2            | الأنصار               | 2 - 0   | التضامن صور  |
| 3            | الإخاء الأهلي عاليه   | 1 - 0   | شباب الساحل  |
| 4            | النجمة                | 1 - 3   | العهد        |

## نصف النهائي
يشارك في نصف النهائي أربع فرق يتأهل منها فريقين إلى النهائي. لعبت المباراتان في 10 و11 نيسان 2010.
| رقم المباراة | الفريق المضيف       | النتيجة | الفريق الضيف |
| ------------ | ------------------- | ------- | ------------ |
| 1            | الإخاء الأهلي عاليه | 0 – 2   | المبرة       |
| 2            | الأنصار             | 3 - 1   | العهد        |

## النهائي
لعب النهائي في 16 أيّار 2010 على ملعب طرابلس البلدي.
| رقم المباراة | الفريق المضيف | النتيجة | الفريق الضيف |
| ------------ | ------------- | ------- | ------------ |
| 1            | المبرة        | 1 – 2   | الأنصار      |